# 安多弗 (紐約州村)
安多弗（英語：Andover）是位於美國紐約州亞利加尼縣的村。

## 人口
根據2020年美國人口普查的數據，安多弗的面積為2.63平方千米，當中陸地面積為2.59平方千米，而水域面積為0.04平方千米。當地共有人口890人，而人口密度為每平方千米338人。